# Terruá Pará
Terruá Pará é um festival de música paraense criado em 2006, que busca apresentar um amplo espectro da pluralidade musical e sonora do Pará. O festival é composto de uma grande mistura de ritmos, onde se encaixam o brega, o carimbó, o siriá, a lambada, a guitarrada, tecnomelody e merengue.
Na edição de 2012, participam do Terruá Sebastião Tapajós, Trio Manari, Orquestra de Violoncelistas da Amazônia, Paulo André Barata, Pio Lobato, Mestre Vieira, Dona Onete, Toni Soares, Luê Soares, Almirzinho Gabriel, Felipe Cordeiro, Manoel Cordeiro, Nilson Chaves, Lia Sophia, Mestre Solano, Mestre Curica, Manezinho do Sax, Pantoja, Aldo Sena, Gang do Eletro, Mestre Laurentino, Edilson Morenno e Gaby Amarantos.
Em 2013, 12 artistas foram selecionados para participar do evento: Zebrabeat Afro-Amazônica Orquestra, Natália Matos, Enquadro, Manoel Cordeiro, Camila Honda, Jaloo, Adamor do Bandolim, Pim, Mestre Damasceno, Arthur Espíndola, Rafael Lima e Strobo.